# Бойттель, Фридрих Вильгельм
Фридрих Вильгельм Бойттель (нем. Friedrich Wilhelm Beuttel; 10 августа 1900 ― 27 июля 1944) ― немецкий коммунист и член движения Сопротивления в Германии.

## Биография
Фридрих Вильгельм Бойттель родился в семье рабочих металлургического завода в Карлсруэ, но вырос в Фридберге. По профессии был портным. Вступил в ряды Независимой социал-демократической партии Германии (НСДПГ) в 1917 году, но вскоре покинул её, присоединившись к Коммунистической партии Германии (КПГ) вместе с другими представителя левого крыла НСДПГ в 1920 году. В 1922 году Бойттель был избран членом городского совета Фридберга от КПГ. В 1929―1931 гг., проходил курс обучения в Международной ленинской школе в Москве. После возвращения из СССР в Германию стал руководителем филиала КПГ во Франкфурте-на-Майне и был избран депутатом парламента Гессена в 1932 году.
После прихода нацистов к власти в 1933 году Бойттель бежал в Париж. Там он взял на себя руководство Роте Хильфе, коммунистической организации, которая оказывала поддержку представителям левого движения в Германии, пострадавшим от репрессий со стороны нацистов. Был переведён из Парижа в Амстердам в 1936 году и ушёл в подполье перед тем как немецкие войска вторглись и оккупировали Голландию в 1940 году. В конце лета 1942 года Бойттель возвратился в Германию, чтобы принять участие в борьбе против нацизма у себя на родине.
В начале февраля 1943 года Бойттель был арестован сотрудниками Гестапо. Был приговорён к смерти народным судом и казнён в Кельне 27 июля 1944 года.